# District de Longhua (Shenzhen)
Le district de Longhua (chinois simplifié : 龙华区 ; pinyin : Lónghuá Qū) est l'une des dix subdivisions administratives de la ville de Shenzhen dans la province du Guangdong en Chine. Il a été séparé du district de Bao'an en 2011.